# Distrito de Luba
Luba es un distrito de Guinea Ecuatorial, en la parte oeste de la provincia de Bioko del Sur, en la región insular del país. La capital del distrito es Luba. El censo de 1994 mostraba 9242 habitantes en el mismo.
El distrito de Luba abarca los municipios de Luba, Batete y Moka.